# Stigmaeus luxtoni
Stigmaeus luxtoni är en spindeldjursart som beskrevs av Charles Thorold Wood 1981. Stigmaeus luxtoni ingår i släktet Stigmaeus och familjen Stigmaeidae. Inga underarter finns listade i Catalogue of Life.